# Heljesund
Heljesund är småort i Hallens distrikt (Hallens socken) i Åre kommun i Jämtlands län (Jämtland).